# 台灣播出之韓劇列表 (2007年)
台灣播出之韓劇列表為在2007年台灣播映過之韓國戲劇
| 日期     | 劇名           | 韓國電視台 | 台灣電視台      | 主要演員                                                                      | 網站                        |
| 1月1日   | 選擇           | SBS        | 八大戲劇台      | 沈慧珍、金相中、李鍾原、李幼貞、朴旻鎬 安政勳、姜富子、鮮龍女                 | 網頁                        |
| 1月4日   | 愛情無法擋     | MBC        | 緯來戲劇台      | 洪京民、李英雅、崔貞允、崔圭桓、尹海英                                        | 網頁 （页面存档备份，存于） |
| 1月17日  | 真的真的喜歡你 | MBC        | 緯來戲劇台      | 柳 真、李民基、柳 鎮                                                          | 網頁 （页面存档备份，存于） |
| 1月19日  | 命運的搏擊     | SBS        | 八大第一台      | 朱鎮模、新慜娥、成始璄                                                        | 網頁                        |
| 1月29日  | 您好！上帝     | KBS        | 衛視中文台      | 劉 健、金玉彬、李鐘赫                                                         | 網頁                        |
| 2月20日  | 歡樂時光       | SBS        | 八大戲劇台      | 李炳憲、宋承憲、金荷娜、趙敏修、姜成妍 全智賢、韓高恩、曹在顯、車太鉉、孫賢周 | 網頁                        |
| 3月19日  | 朱蒙           | MBC        | 八大戲劇台      | 宋一國、韓惠珍、金承洙 全光烈、吳娟受、甄美里                                 | 網頁                        |
| 3月20日  | 綠薔薇         | SBS        | 八大戲劇台      | 高 洙、李多海、李鐘赫、金瑞亨                                                 | 網頁                        |
| 3月21日  | 愛情判決       | SBS        | 緯來戲劇台      | 金相慶、鄭慧英、金聖洙、韓高恩                                                | 網頁 （页面存档备份，存于） |
| 3月26日  | 愛情中毒       | KBS        | 國興衛視        | 安七炫、金奎吏、李善均、柳仁英                                                | 網頁 （页面存档备份，存于） |
| 3月26日  | 女王的條件     | SBS        | 八大第一台      | 金美淑、金秉世、李孝廷、趙美玲                                                | 網頁                        |
| 4月2日   | 媽媽向前衝     | KBS        | 東森戲劇台      | 金姈愛、徐承賢、李甫姫、李在龍、李原種 李輝宰、鄭多惠、郭正旭、李赫宰、孫明恩 | 網頁 （页面存档备份，存于） |
| 4月24日  | 回來吧順愛     | SBS        | 緯來戲劇台      | 沈惠珍、朴真熙、李在皇、尹多勳                                                | 網頁（页面存档备份，存于）  |
| 4月30日  | 跨越時空的戀人 | KBS        | 國興衛視        | 金孝珍、金洙承、金男珍、徐智慧                                                | 網頁 （页面存档备份，存于） |
| 5月8日   | 珍惜現在       | MBC        | 緯來戲劇台      | 夏希羅、金允錫、邊宇民、池秀媛                                                | 網頁 （页面存档备份，存于） |
| 5月14日  | 流行70         | SBS        | 八大戲劇台      | 李瑤媛、朱鎮模、金玟廷、千正明                                                | 網頁                        |
| 5月29日  | 幻想情侶       | MBC        | 緯來戲劇台      | 韓藝瑟、吳智昊、金成珉、朴寒別                                                | 網頁（页面存档备份，存于）  |
| 5月31日  | 藍色愛爾蘭     | MBC        | 國興衛視        | 李娜英、金敏俊、金玟廷、玄 彬                                                 | 網頁 （页面存档备份，存于） |
| 5月31日  | 花仙女         | MBC        | 八大第一台      | 李多海、金成珉、李周炫、朴潭熙                                                | 網頁                        |
| 7月2日   | 魔女遊戲       | SBS        | 緯來戲劇台      | 韓佳人、在 熙、金楨勳、丹尼斯·吳、全慧彬                                      | 網頁 （页面存档备份，存于） |
| 7月4日   | 我的野蠻王子   | MBC        | 八大戲劇台      | 崔東昱、許怡才、朴信惠、姜 斗                                                 | 網頁                        |
| 8月6日   | Hello 小姐     | KBS        | 緯來戲劇台      | 李多海、李志勳、河錫辰、延美珠                                                | 網頁 （页面存档备份，存于） |
| 8月10日  | 狐狸你在做什麼 | MBC        | 八大戲劇台      | 高賢廷、千正明、金恩珠、趙軟祐、孫賢周                                        | 網頁                        |
| 8月16日  | 許浚           | MBC        | 台視 八大戲劇台 | 田光烈、黃秀貞、李順載、金秉世 洪忠敏、鄭惠善、朴貞洙                         | 網頁                        |
| 9月4日   | 加油！菊花     | KBS        | 八大第一台      | 具惠善、李珉宇、徐智碩、李允芝、秋素英                                        | 網頁                        |
| 9月11日  | 達子的春天     | MBC        | 八大戲劇台      | 蔡 琳、李民基、李慧英、李賢宇、孔炯軫                                         | 網頁                        |
| 9月11日  | 開朗醫師奉達熙 | SBS        | 緯來戲劇台      | 李凡秀、李瑤媛、金敏俊、吳允兒                                                | 網頁 （页面存档备份，存于） |
| 9月12日  | 歐巴桑向前衝   | KBS        | 緯來戲劇台      | 梁靜雅、李世昌、李必模、金智燕                                                | 網頁 （页面存档备份，存于） |
| 10月1日  | 再見了悲傷     | KBS        | 衛視中文台 中視 | 朴宣暎、金烔完、李鐘原、吳娟受                                                | 網頁                        |
| 10月17日 | 黃真伊         | KBS        | 東森戲劇台      | 河智苑、金載沅、張根碩 金姈愛、柳太準、王嬪娜                                 | 網頁                        |
| 10月26日 | 無敵情報員     | SBS        | 八大戲劇台      | 文晸赫、韓志旼、申成宇、尹智敏                                                | 網頁                        |
| 11月26日 | 順其自然       | MBC        | 八大戲劇台      | 文晸赫、鄭有美、李奎翰、尹智慧                                                | 網頁                        |
| 11月29日 | 尋花而來       | KBS        | 緯來戲劇台      | 車太鉉、姜惠貞、金智勳、孔賢珠                                                | 網頁 （页面存档备份，存于） |
| 11月30日 | 明成皇后       | KBS        | 八大戲劇台      | 文瑾瑩、李美妍、崔明吉、李 浚 李 仁、李珍雨、柳東根、鄭善敬                   | 網頁                        |
| 12月4日  | 有多愛         | MBC        | 八大第一台      | 金智勳、趙如晶、鄭 燦、尹世雅                                                 | 網頁                        |
| 12月14日 | 太王四神記     | MBC        | 中視 中天綜合台 | 裴勇俊、文素利、李智雅、尹泰榮、崔民秀                                        | 網頁（页面存档备份，存于）  |
| 12月24日 | 瑪莉大九攻防戰 | MBC        | 緯來戲劇台      | 李荷娜、智鉉寓、李珉宇、王嬪娜                                                | 網頁 （页面存档备份，存于） |

## 外部連結
- 韓國偶像劇場 （页面存档备份，存于）